# Otilio Yantis
Otilio Yantis (23 giugno 1967) è un ex calciatore venezuelano, di ruolo centrocampista.